# Ale-Skövde distrikt
Ale-Skövde distrikt är ett distrikt i Lilla Edets kommun och Västra Götalands län. 
Distriktet ligger sydost om Lilla Edet. 

## Tidigare administrativ tillhörighet
Distriktet inrättades 2016 och utgörs av socknen Ale-Skövde i Lilla Edets kommun.
Området motsvarar den omfattning Ale-Skövde församling hade vid årsskiftet 1999/2000.